# هما مالینی
هِما مالینی (به انگلیسی: Hema Malini)؛ (زاده ۱۶ اکتبر ۱۹۴۸) بازیگر، تهیه‌کننده، کارگردان، رقصنده و سیاستمدار اهل کشور هند است. او عمدتاً به خاطر کارهایش در فیلم‌های هندی شناخته شده‌است.
مالینی اولین نقش خود را در سال ۱۹۶۳ در فیلم تامیلی Idhu Sathiyam بازی کرد.
مالینی نخستین فیلمش را در سال ۱۹۶۸ بازی کرد و به بالیوود راه یافت.
مالینی برای اولین بار در نقش اصلی در فیلم Sapno Ka Saudagar (1968) ایفای نقش کرد. او در فیلم‌های هندی متعددی به ایفای نقش پرداخت و اغلب در مقابل دارمندرا که در سال ۱۹۸۰ با او ازدواج کرد، بازی کرد. مالینی در ابتدا به عنوان «دختر رؤیایی» معرفی شد و در سال ۱۹۷۷ در فیلمی به همین نام بازی کرد. او که برای بازی در نقش‌های کمیک و دراماتیک شناخته می‌شود و از جمله موفق‌ترین بازیگران زن پیشرو جریان اصلی سینمای هند بود.
همیشه مالینی را یکی از بزرگ‌ترین و مؤثرترین بازیگران تاریخ سینمای هند برمی‌شمرند. او در دورهٔ خود یکی از پیشگامان سینمای هند بود. نامداری وی به خاطر عوامل متعددی بوده‌است، به خاطر نقش‌های کمدی و دراماتیکی که ایفا کرده، به خاطر زیباییش و همین‌طور به خاطر اجرای زیبای رقص‌های سنتی و کلاسیک هندی.
مالینی همچنین در زمرهٔ موفق‌ترین ستاره‌های زن سینمای هند نیز هست. در طول مدت ۴۰ سال بازیگریش در حدود ۱۴۵ فیلم و ۱۹ پروژه تلویزیونی، ظاهر شده‌است که مهم‌ترین آنها فیلم شعله است. هما مالینی را با نام بسنتی (نام شخصیتی که در فیلم شعله داشت) نیز می‌شناسند.

## فیلم‌شناسی
فهرست برخی از فیلم‌هایی که هما مالینی در آن‌ها به ایفای نقش پرداخته‌است:
- تاجر رؤیا-۱۹۶۸
- وارث-۱۹۶۹
- آنجا که عشق یافت می‌شود-۱۹۶۹
- تو جوان من را دوست داری-۱۹۷۰
- شرافت-۱۹۷۰
- بازیگر-۱۹۷۰
- اشک و لبخند-۱۹۷۰
- جانی نام من است-۱۹۷۰
- سبک-۱۹۷۱
- عصر جدید-۱۹۷۱
- پول دزدی-۱۹۷۱
- رؤیاهای من و تو-۱۹۷۱
- بلوند و سیاه-۱۹۷۲
- یک برادر-۱۹۷۲
- راجا جانی-۱۹۷۲
- تله عمیق-۱۹۷۳
- کرم شب‌تاب-۱۹۷۳
- شیطان شریف-۱۹۷۳
- کوه عشق-۱۹۷۳
- اسب سیاه-۱۹۷۳
- نجیب-۱۹۷۳
- معیار-۱۹۷۴
- دوست-۱۹۷۴
- سنگ و زمرد-۱۹۷۴
- ثروتمند و فقیر-۱۹۷۴
- شهر عشق-۱۹۷۴
- مهارت دست-۱۹۷۴
- جهان طلایی-۱۹۷۵
- زاهد تارک دنیا -۱۹۷۵
- عطر-۱۹۷۵
- اراذل و اوباش-۱۹۷۵
- شعله -۱۹۷۵
- تعهد-۱۹۷۵
- آن‌ها به من پادشاه می‌گویند-۱۹۷۵
- آدم پرهیزکار-۱۹۷۵
- بحث کوچک-۱۹۷۶
- حشیش-۱۹۷۶
- باروت-۱۹۷۶
- مادر-۱۹۷۶
- دنیا شروع به رقص می‌کند-۱۹۷۶
- من شرافت را کنار گذاشتم-۱۹۷۶
- ده عدد-۱۹۷۶
- محبوبه-۱۹۷۶
- جان من-۱۹۷۶
- لبه-۱۹۷۷
- عمو و برادرزاده-۱۹۷۷
- دختر رؤیایی-۱۹۷۷
- نیزهٔ سه شاخه-۱۹۷۸
- دل‌باخته-۱۹۷۸
- آزاد-۱۹۷۸
- خون ما-۱۹۷۸
- الماس قلب-۱۹۷۹
- علی‌بابا و چهل دزد-۱۹۷۹
- لامپ نگین‌دار-۱۹۷۹
- مردم حولدار-۱۹۷۹
- میرا-۱۹۷۹
- محدودیت-۱۹۸۰
- قطار سوزان-۱۹۸۰
- دو و دوتا پنج-۱۹۸۰
- خشم-۱۹۸۱
- درد-۱۹۸۱
- نور-۱۹۸۱
- انقلاب-۱۹۸۱
- طبیعت-۱۹۸۱
- به صدای من گوش کن-۱۹۸۱
- در نزدیکی-۱۹۸۱
- دو مسیر-۱۹۸۲
- قیام-۱۹۸۲
- هفت با هفت-۱۹۸۲
- راجپوت-۱۹۸۲
- سامرات-۱۹۸۲
- میهن‌پرست-۱۹۸۲
- وظیفه و قانون-۱۹۸۲
- قاضی چودهری-۱۹۸۳
- بی‌خدا-۱۹۸۳
- قانون کور-۱۹۸۳
- رضیه سلطان-۱۹۸۳
- زندانی-۱۹۸۴
- شراره-۱۹۸۴
- دین و قانون-۱۹۸۴
- تاج‌گذاری-۱۹۸۴
- یک معمای جدید-۱۹۸۴
- جنگ-۱۹۸۵
- هر دو ما-۱۹۸۵
- یک ورق کثیف-۱۹۸۶
- در کف زندگی-۱۹۸۷
- متهم شد-۱۹۸۸
- رهایی-۱۹۸۸
- پیروزی-۱۹۸۸
- دشمن محبت-۱۹۸۸
- تسلط بر حقیقت-۱۹۸۹
- پادشاه خیابان-۱۹۸۹
- دشمنان کشور-۱۹۸۹
- پایان گناه-۱۹۸۹
- داماد-۱۹۹۰
- لیکن-۱۹۹۱
- سلام عزیز دلم-۱۹۹۱
- سرانجام -۱۹۹۴
- ترور-۱۹۹۶
- پسر هیمالیا-۱۹۹۷
- اوه خدا -۲۰۰۰
- سانسور-۲۰۰۱
- باغبان -۲۰۰۳
- ویر-زارا -۲۰۰۴
- باگماتی -۲۰۰۵
- بابل -۲۰۰۶
- قرن‌ها -۲۰۱۰
- آن مرد مسن-۲۰۱۱
- تبعیض-۲۰۱۱
- فرشته امان -۲۰۱۶
- گائوتامی‌پوترا ساتاکارانی-۲۰۱۷
- فلفل دلمه‌ای-۲۰۲۰